# نانتکونل
نانتکونل (به انگلیسی: Nantcwnlle) یک منطقهٔ مسکونی در بریتانیا است که در کردیگیون واقع شده‌است. نانتکونل ۸۰۴ نفر جمعیت دارد.